# HD22488
HD22488 — хімічно пекулярна зоря спектрального класу A3, що має видиму зоряну величину в смузі V приблизно  7,7.
Вона  розташована на відстані близько 673,9 світлових років від Сонця.

## Пекулярний хімічний вміст
Зоряна атмосфера GSC8873-1179 має підвищений вміст 
Cr
.